# Gil Sanches de Portugal
D. Gil Sanches de Portugal (c. 1202 – 14 de setembro de 1236) era um dos filho bastardos de D. Sancho I de Portugal e de D. Maria Pais Ribeira. Foi clérigo e trovador.

## Biografia

### Primeiros anos
Nascido por volta de 1202, foi beneficiado, com a mãe e os irmãos, com a doação do seu lugar de criação, Vila do Conde, em julho de 1207. Três anos depois, foi alvo de novas doações, desta vez na Covilhã, região com a qual parece ter mantido relações de maior proximidade na idade adulta. 
À morte de Sancho I de Portugal, em Coimbra, a 26 de Março de 1211, Gil contava nove anos e recebia por testamento 8.000 morabitinos. A mãe retirou-se para Vila do Conde, trajada de luto (branco na época), sendo raptada no caminho, perto de Avelãs de Caminho, por Gomes Lourenço Viegas, que por ela se apaixonara, e refugiou-se no Reino de Leão.
A pedido de Martim Pais Ribeira, tio de Gil, Afonso II de Portugal redigiu uma carta para Afonso IX de Leão rogando-lhe que fizesse com que Gomes Lourenço retornasse a Portugal. Maria ajudou também ao seu regresso quando habilmente convenceu Gomes que também por ele se apaixonara e que, retornando a Portugal ajudá-lo-ia a obter o perdão do soberano português, mas quando regressou, Maria ao invés instou o rei a que fizesse justiça, pelo que se ordenou a execução do raptor. A sua mãe casaria novamente com o galego João Fernandes de Lima.
Contrariamente aos seus pais e alguns dos irmãos (também bastardos), como Rodrigo Sanches, o percurso de vida de Gil foi mais discreto, provavelmente por ter sido clérigo (o mais honrado clérigo que houve em Espanha, segundo os Livros de Linhagens). 
Sabe-se que em 1213 deu o foral de Sarzedas.

### A aproximação aos Sousas

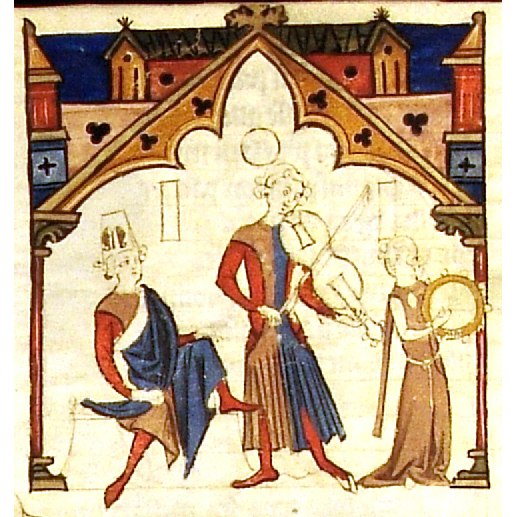
Trovadores, representados no Cancioneiro da Ajuda.

A morte prematura do meio-irmão Afonso II de Portugal em 1223 levara à ascensão da família de Sousa, que detinha influência sobre o rei menor Sancho II de Portugal (sobrinho de Gil). O chefe da família, Gonçalo Mendes II de Sousa, conseguira a mordomia em dezembro de 1224,, e o governo de várias tenências, sobretudo na região da Beira. 
A família de Sousa, enquanto uma entidade mais separada da coroa, seria a maior patrocinadora da trovadorismo, sendo que vários membros da família estavam muito ligados a esta atividadeː Gonçalo Mendes e Garcia Mendes II, Gonçalo Garcia e Fernão Garcia. Gonçalo Mendes armaria cavaleiro Gonçalo Gomes de Briteiros, irmão do trovador Rui Gomes de Briteiros. Por casamento Afonso Lopes de Baião unira-se também à família, e o mesmo tentaria fazer Gil, quando se une a uma irmã de Fernão e Gonçalo Garcia, Maria Garcia de Sousa , que seria a sua barregã.
O ambiente geralmente régio em que se centrava esta atividade deparava-se em Portugal com um ambiente mais senhorial, que era o que de facto recebia e fazia florescer o trovadorismo, na língua vernácula (galego-português), em oposição à preferência da cúria régia pelo latim tradicional que continuava a manifestar-se em documentos desta proveniência.

### Morte
Gil Sanches faleceu a 14 de setembro de 1236, com cerca de 34 anos de idade, foi sepultado em Coimbra

## Obra
É-lhe conhecida pelo menos uma cantiga, transcrita abaixo ː
Tu, que ora vens de Montemaior (Análise da Cantiga)
Tu, que ora vens de Montemaior,
tu, que ora vens de Montemaior,
digas-me mandado de mia senhor,
digas-me mandado de mia senhor;
ca se eu seu mandado 
 nom vir, trist'e coitado 
 serei; e gram pecado 
fará, se me nom val; 
 ca em tal hora nado 
 foi que, mao-pecado!
amo-a endoado, 
 e nunca end'houvi al! 
 
Tu, que ora viste os olhos seus, 
tu, que ora viste os olhos seus, 
digas-me mandado dela, por Deus, 
digas-me mandado dela, por Deus; 
 ca se eu seu mandado 
       nom vir, trist'e coitado 
 serei; e gram pecado 
fará, se me nom val; 
 ca em tal hora nado 
 foi que, mao-pecado!, 
        amo-a endoado, 
 e nunca end'houvi al!